# CyanogenMod

logo CyanogenMod 2015

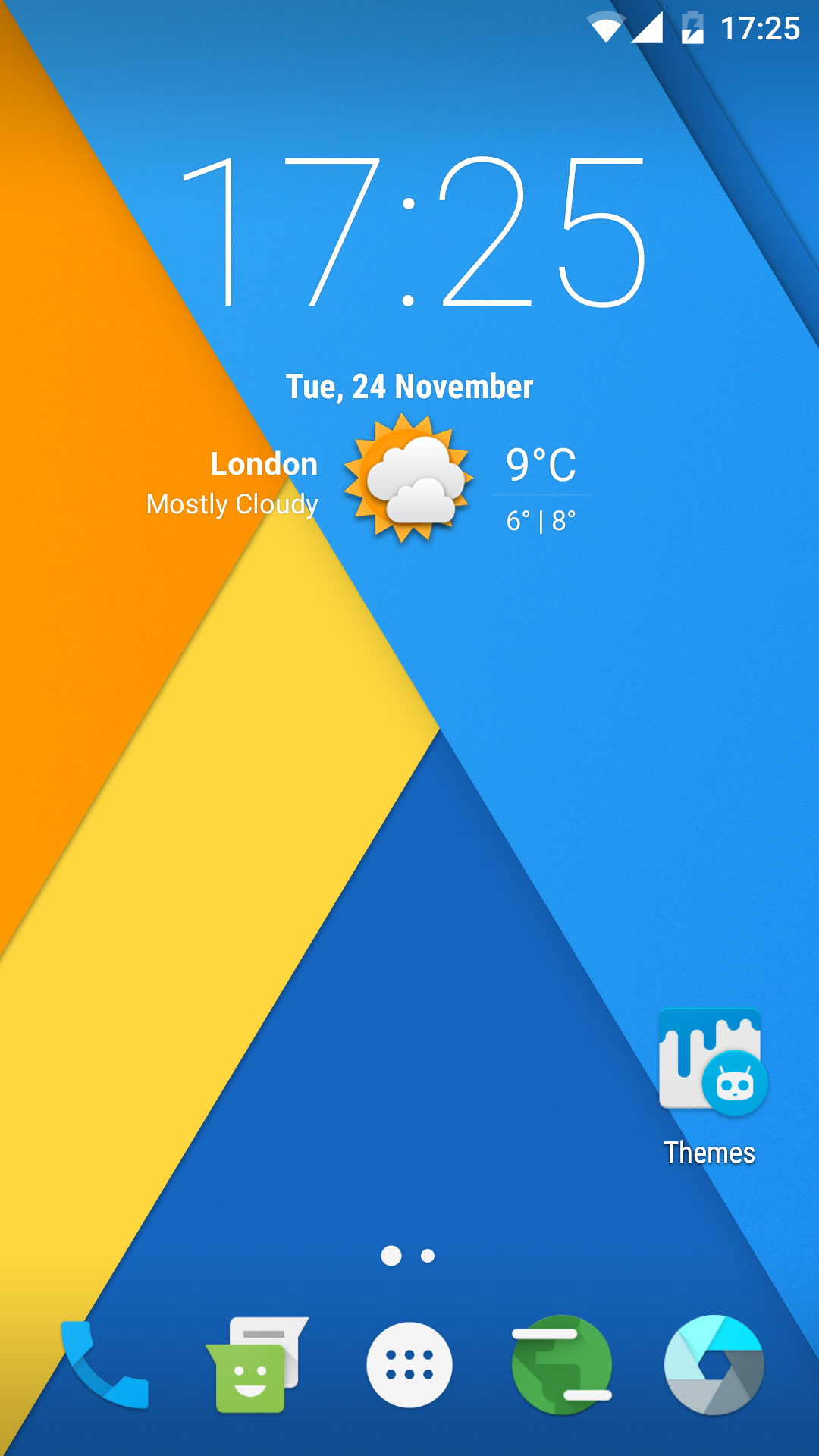
ecran de pornire CyanogenMod 13

CyanogenMod, de obicei abreviat CM, a fost un sistem de operare open-source pentru smartphone-uri și tablete bazat pe platforma mobilă Android. Acesta era dezvoltat ca software gratuit și open source bazat pe versiunile oficiale de Android de la Google, cu anumite adaosuri de cod original.
CyanogenMod includea mai multe opțiuni suplimentare de personalizare și de modificare a interfeței de utilizator. De asemenea, oferea un plus de performanță prin extinderea limitelor de viteză ale procesorului prin CPU overclocking.
CyanogenMod oferea experiența Android autentică, fără zeci de aplicații inutile, ascunse sau vizibile, care îngreunează sistemul de operare. Aceste aplicații pot fi descărcate ulterior de utilizator. CyanogenMod mizează pe performanță și capacitatea de viață a bateriei, oferind în același timp o interfață grafică simplă, intuitivă și atractivă.
Deși numai o parte din totalul utilizatorilor CyanogenMod au optat să raporteze utilizarea firmware-ului, în 23 martie 2015, unele rapoarte indică faptul că peste 50 de milioane de oameni au rulat CyanogenMod pe telefoanele lor.

## Istoric și dezvoltare
La data de 24 decembrie 2016, s-a anunțat că CyanogenMod nu va mai fi dezvoltat în urma întreruperii activității Cyanogen Inc., compania care a susținut anterior proiectul. CyanogenMod a fost continuat sub numele de LineageOS, un proiect al comunității care a preluat în mare parte codurile open source din CyanogenMod. La 1 ianuarie 2017, toate serviciile Cyanogen au fost oprite. Prima versiune a CyanogenMod a fost dezvoltată pentru HTC Dream.
Versiuni de CyanogenMod:
- CyanogenMod 3 (bazat pe Android "Cupcake" 1.5.x)
- CyanogenMod 4 (bazat pe Android "Cupcake" și "Donut" 1.5.x si 1.6.x)
- CyanogenMod 5 (bazat pe Android "Eclair" 2.0/2.1)
- CyanogenMod 6 (bazat pe Android "Froyo" 2.2.x)
- CyanogenMod 7 (bazat pe Android "Gingerbread" 2.3.x)
- CyanogenMod 9 (bazat pe Android "Ice Cream Sandwich" 4.0.x, modernizări majore ale interfeței utilizatorului)
- CyanogenMod 10 (bazat pe Android "Jelly Bean" 4.1.x – 4.3.x)
- CyanogenMod 11 (bazat pe Android "KitKat" 4.4.x)
- CyanogenMod 12 (bazat pe Android "Lollipop" 5.0.x – 5.1.x, modernizări majore ale interfeței utilizator)
- CyanogenMod 13 (bazat pe Android "Marshmallow" 6.0.x)
- CyanogenMod 14 (bazat pe Android "Nougat" 7.0)
- Cyanogenmod 14.1 (bazat pe Android ”Nougat” 7.1)

### CyanogenMod 7

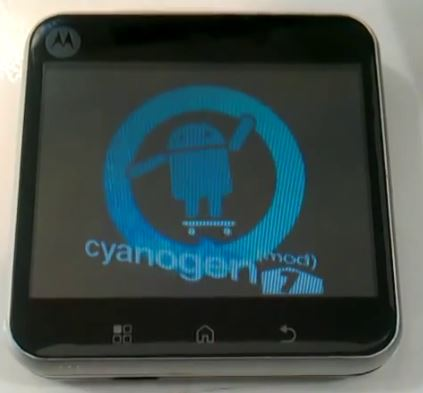
Un Motorola Flipout afișează animația de boot CyanogenMod 7.2 (Android 2.3).

### CyanogenMod 8
Versiunea 8 a sistemului de operare CyanogenMod a fost planificată să fie bazată pe Android 3.x Honeycomb. Însă, deoarece codul sursă pentru Honeycomb n-a fost furnizat de Google până la momentul apariției succesorului său, Android 4.0 Ice Cream Sandwich, programul de lansare a avansat de la CyanogenMod 7 (Gingerbread), direct la CyanogenMod 9 (Ice Cream Sandwich).

### CyanogenMod 11

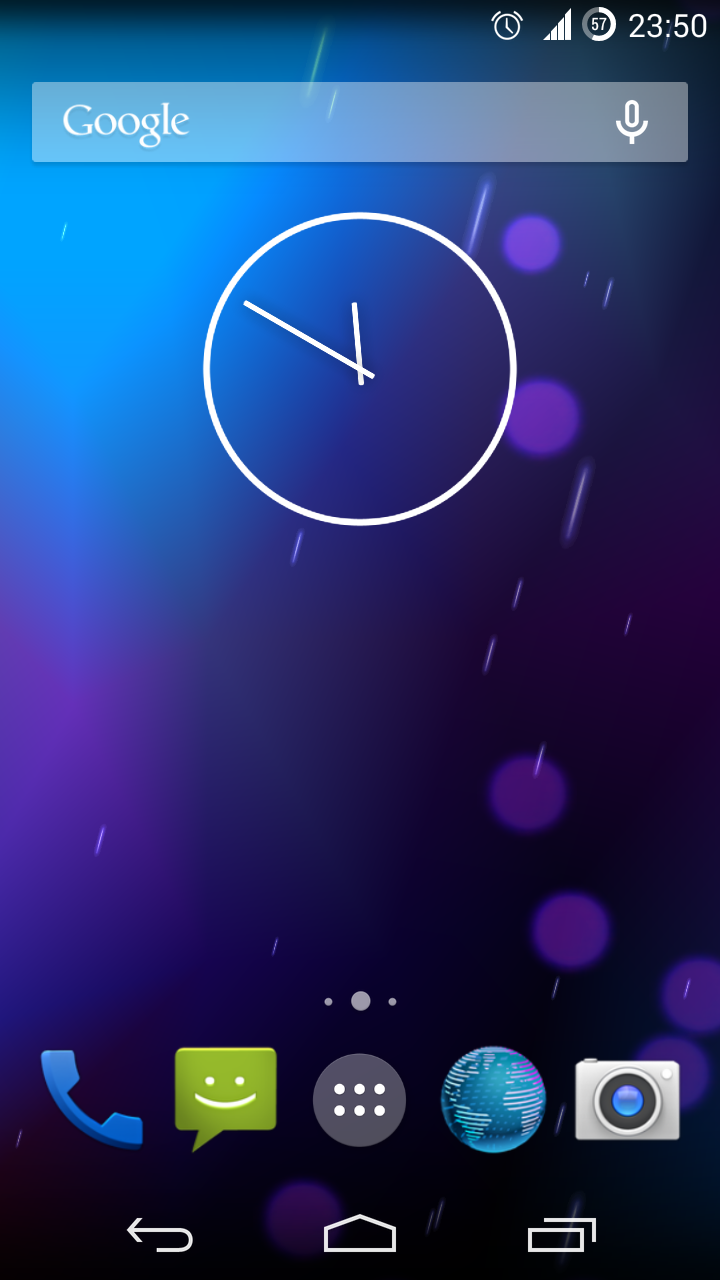
Ecranul principal de pe CyanogenMod 11 utilizând Trebuchet Launcher

### CyanogenMod 13
Prima lansare de test de CyanogenMod 13.0, bazat pe Android 6.0, a fost pe 23 noiembrie 2015 pentru un număr mic de dispozitive, dar a fost dezvoltat treptat pentru alte dispozitive. La câteva săptămâni după prima lansare de CyanogenMod 13.0 pentru Android 6.0, CyanogenMod a primit un update minor, bazat pe Android 6.0.1. Prima lansare stabilă s-a făcut pe 15 martie 2016.

## Cyanogen Inc.
În 2013, fondatorul Steve Kondik a anunțat înființarea Cyanogen Inc., pentru a dezvolta și comercializa firmware-ul oficial. 
Cyanogen Inc. este o companie cu sediul în Seattle și Palo Alto, California. Ea a anunțat oficial în luna septembrie 2013 că are scopul de a comercializa CyanogenMod.

## Vezi și
- LineageOS

## Link-uri externe
- Site web oficial (a se vedea, de asemenea, wiki Arhivat în 22 octombrie 2010, la Wayback Machine. oficial și lista de dispozitive acceptate Arhivat în 31 decembrie 2012, la Wayback Machine.)
- Android Open Source Project
- Steve Kondik on the CyanogenMod Project pe YouTube
- Cyanogen Confirmă Distincția Între Cyanogen OS comercial și CyanogenMod, noiembrie 13, 2014